# Bagana
Der Bagana ist einer der jüngsten und zugleich aktivsten Vulkane Melanesiens und beherrscht mit seiner Höhe von 1867 m das Zentrum der Insel Bougainville. Der symmetrische Krater wurde durch mehrere andesitische Lavaströme aufgebaut. Nicht-explosiver, mehr oder weniger stetiger Austritt zähflüssiger Lava ist charakteristisch für das Ausbruchsverhalten des Bagana. Jedoch ereigneten sich in der Vergangenheit auch stärkere, explosive Eruptionen, teilweise mit pyroklastischen Strömen, zuletzt im Juli 2023.
Historische Aufzeichnungen berichten über mehrere Ausbrüche des Vulkans, unter anderem am 15. März 1842, um das Jahr 1865, Dezember 1883, 1894 bis 1895, 1897, 1899, 15. Juli 1908, 7. September 1937, 15. Mai 1938, Januar 1939, April 1943, 1945 bis 1947, Dezember 1948 bis Dezember 1951, 29. Februar bis Oktober 1952, Juni bis September 1953, 1956, 1960, 26. Juli 1961, 15. Februar 1962 bis 1963, 24. April 1964 bis 1965, 20. März 1966 bis 30. November 1967, August 1968, Mai 1970 bis August 1971, 1972 bis 1995 (Ausstoß von 1 Million Kubikmeter Lava), 16. September 2000 bis 2009.
Der deutsche Ethnologe Richard Thurnwald bestieg den Bagana im Februar 1909. Ein Besteigungsversuch von Vulkanologen 1964 musste ca. 100 m unterhalb des Gipfels abgebrochen werden. Andere Versuche durch Japaner und Deutsche blieben aufgrund der stetigen Ausbruchstätigkeit gleichfalls erfolglos.